# Жан-П'єр Сток
Жан-П'єр Сток (фр. Jean-Pierre Stock, 5 квітня 1900 — 2 жовтня 1950) — французький академічний веслувальник.
Срібний призер Олімпійських Ігор 1924 року в складі парної двійки.
Чемпіон Європи 1925 року в складі парної двійки.